# Šarlo Akrobata
Šarlo Akrobata (Шарло Акробата) est  un groupe de rock yougoslave, originaire de Belgrade. Il appartient au mouvement post-punk ou à la nouvelle Vague du rock. Malgré la brièveté de son existence, ce groupe de Belgrade a exercé une influence importante, devenant l'un des groupes les plus importants de la Nouvelle vague yougoslave.

## Biographie

### Limunovo Drvo
L'origine de Šarlo Akrobata remonte à un groupe appelé Limunovo Drvo, formé à la fin des années 1970 par Milan Mladenović et Dragomir Gagi Mihajlović. Parmi ses membres, Limuno Drvo comptait également le guitariste Mikica Stefanović, le bassiste Maksa et le batteur Dušan Dejanović. À l'origine, les membres du groupe pratiquaient une musique située dans la lignée du hard rock mélodique. Dušan « Koja » Kojić et Ivica « Vd » Vdović rejoignirent Lumunovo drvo. Cette arrivée marqua un changement musical, caractérisé par une évolution vers le punk et la new wave. Koja fit également entrer dans le groupe un de ses amis, qui était également un ami de Milan Mladenović, un certain Nenad « Kele » Krasavac, qui devient le manageur officieux du groupe. 
En avril 1980, Limunovo drvo joue en première partie d'un concert donné par le groupe slovène Pankrti au SKC de Belgrade. Peu après, Gagi Mihajlović quitte le groupe et les trois membres restants décidèrent d'en changer le nom en celui de Šarlo Akrobata ; c'est ce trio qui est associé à Šarlo ; il est composé de Milan Mladenović (guitare et voix), Vd (batterie) et Koja (basse et voix).

### Paket aranžman
Les premiers enregistrements du nouvel ensemble sont réalisés dans un studio d'Enco Lesić. Les quatre premiers morceaux enregistrés s'intitulaient Ona se budi, Oko moje glave, Niko kao ja et Mali čovek ; ils figurèrent tous les quatre sur l'album phare Paket aranžman, qui comprenait aussi des titres de VIS Idoli et d'Električni orgazam ; l'album est publié en 1980 par le label Jugoton. Les chansons du groupe remportèrent immédiatement un grand succès critique et commercial. À la fin de 1980, Šarlo concourt lors de l'Omladinski Festival (« Festival de la jeunesse ») de Subotica et il obtient le second prix du jury avec le titre Ona se budi.
Šarlo Akrobata compose la bande son du film Dečko koji obećava, réalisé par Miša Radivojević, avec Goran Vejvoda dans le rôle d'un guitariste. Koja écrit la musique, tandis que les paroles étaient écrites par Nebojša Pajkić, le scénariste du film. Koja et Vd obtiennent un petit rôle. Pour cette œuvre de Miša Radivojević, les membres du groupe enregistrent trois titres qui ne seront jamais publiés : Slobodan, Balada o tvrdim grudima et Depresija.

### Promotion et séparation
Au printemps 1981, Šarlo se produit à la biennale de Zagreb, sur une affiche qui comprenait également les groupes Gang of Four et Classix Nouveaux, un groupe new wave venu du Royaume-Uni. En avril de la même année, le groupe enregistre l'album Bistriji ili tuplji čovek biva kad..., originellement pour PGP RTB ; mais finalement l'album est publié par Jugoton en juillet 1981. Cet album est considéré par de nombreux critiques comme l'un des plus importants du pop-rock de Yougoslavie de cette époque[réf. nécessaire]. Les relations entre les membres du groupe se dégradèrent progressivement. Vd insiste pour faire entrer dans l'ensemble Goran Vejvoda et sa petite amie de l'époque Bebi Dol. 
Milan Mladenović en accepte l'idée, considérant que le groupe avait besoin d'un claviériste et Vejdova étant une des rares personnes à l'époque à posséder un synthétiseur Casio VL-2. En revanche, Koja s'oppose violemment à leur entrée, avec l'idée que le groupe devait poursuivre sur la ligne musicale déjà engagée. Jugoton publie environ 10 000 copies de l'album, mais le manque de soutien radiophonique commercial et, plus encore, le manque de titre phare provoquèrent un échec relatif de la sortie. Le single Bes / Prevaren, qui reprenait un titre de l'époque du groupe Limunovo drvo, est enregistré parallèlement à l'album, mais n'est jamais édité par Jugoton.
À l'automne de 1981, le groupe donne une tournée, prévue de longue date, en Pologne. Après son retour, il donna un concert d'adieu à Ljubljana en octobre 1981 et se sépara.

## Membres
- Milan Mladenović – guitare, chant (1980-1981)
- Dušan Kojić (Koja) – basse, chant (1980-1981)
- Ivan Vdović (VD) – batterie, chœurs (1980-1981)
- Dragomir Mihajlović (Gagi) – guitare (1980)

## Discographie

### Albums studio
- 1980 : Paket Aranžman (avec Električni orgazam et VIS Idoli)
- 1981 : Bistriji ili tuplji čovek biva kad...

### Singles
- 1981 : Mali čovek / Ona se budi (Jugoton)

### Compilation
- 1981 : Svi marš na ples!